# Gagliole
Gagliole est une commune italienne de la province de Macerata dans la région des Marches.

## Administration
| Période                                  | Période | Identité | Étiquette | Qualité |
| ---------------------------------------- | ------- | -------- | --------- | ------- |
|                                          |         |          |           |         |
| Les données manquantes sont à compléter. |         |          |           |         |

### Hameaux
Collaiello, Acquosi, Selvalagli, Celeano, Castellano, Casetre, Cerqueto

### Communes limitrophes
Castelraimondo, Matelica, San Severino Marche